# 宇文節
宇文节（？—？），字大礼，京兆郡万年县（今陕西省西安市）人，祖籍河南郡洛阳县（今河南省洛阳市东），唐朝官员。

## 生平
宇文节是隋朝礼部尚书、平昌公宇文弼的孙子，在贞观年间出任尚书右丞，宇文节明习法令，以办事干练著称。当时江夏王李道宗曾经为私事请宇文节帮忙，宇文节将此事上奏，唐太宗李世民非常高兴，赐给宇文节二百匹绢，同时慰劳他说:“朕所以不设置尚书左仆射和尚书右仆射，正是因为您在尚书省。”永徽初年，宇文节屡次升任黄门侍郎，永徽二年春正月乙巳（651年2月6日），黄门侍郎宇文节加银青光禄大夫，依旧例同中书门下三品。永徽三年三月辛巳（652年5月7日），宇文节代替于志宁出任侍中。永徽三年七月乙丑（652年8月19日），侍中宇文节兼任太子詹事。
宇文节与房遗爱亲近，永徽三年十一月，房遗爱因为谋反事发被关进监狱，宇文节很是给房遗爱开罪辩护。永徽四年二月乙酉（653年3月7日），宇文节受到房遗爱牵连被发配流放到桂州，在当地去世。

## 家庭

### 父亲
- 宇文俭，九陇县县令

### 子女
- 宇文峤，莱州长史[12]
- 宇文峄，绵州录事参军、并州都督府仓曹参军事，有女宇文润[14]